# Straßenmühle
Die Straßenmühle ist eine Wassermühle in der Nähe des Schaafheimer Ortsteiles Schlierbach im Landkreis Darmstadt-Dieburg. Die Mühle besteht seit dem 15. Jahrhundert an diesem Platz, seit 1979 befindet sich dort ein biologischer Obstbaubetrieb. Sie liegt im Tal des Baches Schlierbach auf halbem Weg zum Nachbarort Langstadt.

## Gründe für die Entstehung einer weiteren Mühle
Im 15. Jahrhundert gab es im Dorf Schlierbach bereits zwei Mühlen, nicht dagegen im benachbarten Kleestadt. Dessen Bauern mussten in Schlierbach mahlen lassen. Der Weg dorthin führte über einen Berg, war beschwerlich und außerdem gab es immer wieder Streitigkeiten über die Reihenfolge beim Mahlen.
Des Dauerstreits überdrüssig beschlossen die Grafen von Hanau (siehe Amt Babenhausen), für Kleestadt eine eigene Mühle zu bauen. Kleestadt hat keinen eigenen leistungsfähigen Bachlauf für eine Wassermühle. Schlierbach konnte dagegen mit dem gleichnamigen Bach problemlos bereits zwei Mühlen betreiben. Außerdem musste die neue Mühle für die Fuhrwerke gut zu erreichen sein. Deshalb fiel die Wahl auf den Platz einer ehemaligen römischen Pferdewechselstation mit Brunnen an der Römerstraße Dieburg–Stockstadt. Diese Altstraße war gut befestigt und lag in morastigem Gelände 1,5 m über Niveau und ist als „Hohe Straße“ bekannt.
In der Nähe der Mühle wird die Burg Schlierbach vermutet.

## Wasserbauarbeiten für den Betrieb der Mühle
Der Standort des römischen Vorgängerbauwerkes lag nicht am Schlierbach. Man schuf daher auf etwa einem Kilometer Länge einen dritten Arm des Schlierbachs. Dieser Arm verlief zunächst in einem Graben, dann ebenerdig mit Seitenwällen und am Ende auf einem Damm, der heute noch vorhanden ist. So konnte mit relativ wenig Wasser über ein 6-Meter-Rad die Mühle betrieben werden. Damit war die dritte Mühle Schlierbachs geboren und man nannte sie „Mülln uff der Hohen Straßen“, die heutige Straßenmühle.

## Zerstörung im Dreißigjährigen Krieg
Die Zukunft der Mühle war gesichert, denn zur damaligen Zeit waren die Kleestädter Bauern an ihre Mühle gebannt. Abgesehen von natürlichen Unwägbarkeiten, wie Ernteeinbußen oder Niedrigwasser, warfen aber ferne politische Ereignisse und die Pest ihre Schatten auch auf die Straßenmühle. So wurde die Mühle im Dreißigjährigen Krieg von marodierenden Truppen zerstört und es dauerte fast 50 Jahre, bis sie nach Kriegsende wieder aufgebaut wurde.
Probleme bereitete der künstliche Wasserzulauf, dessen Unterhaltung sehr aufwändig war. Auch gab es ein ständiges Ringen der drei Schlierbacher Müller um das manchmal geringe Wasserangebot des Schlierbachs. Abhilfe schaffte ein im 19. Jahrhundert angelegtes Rückhaltebecken.

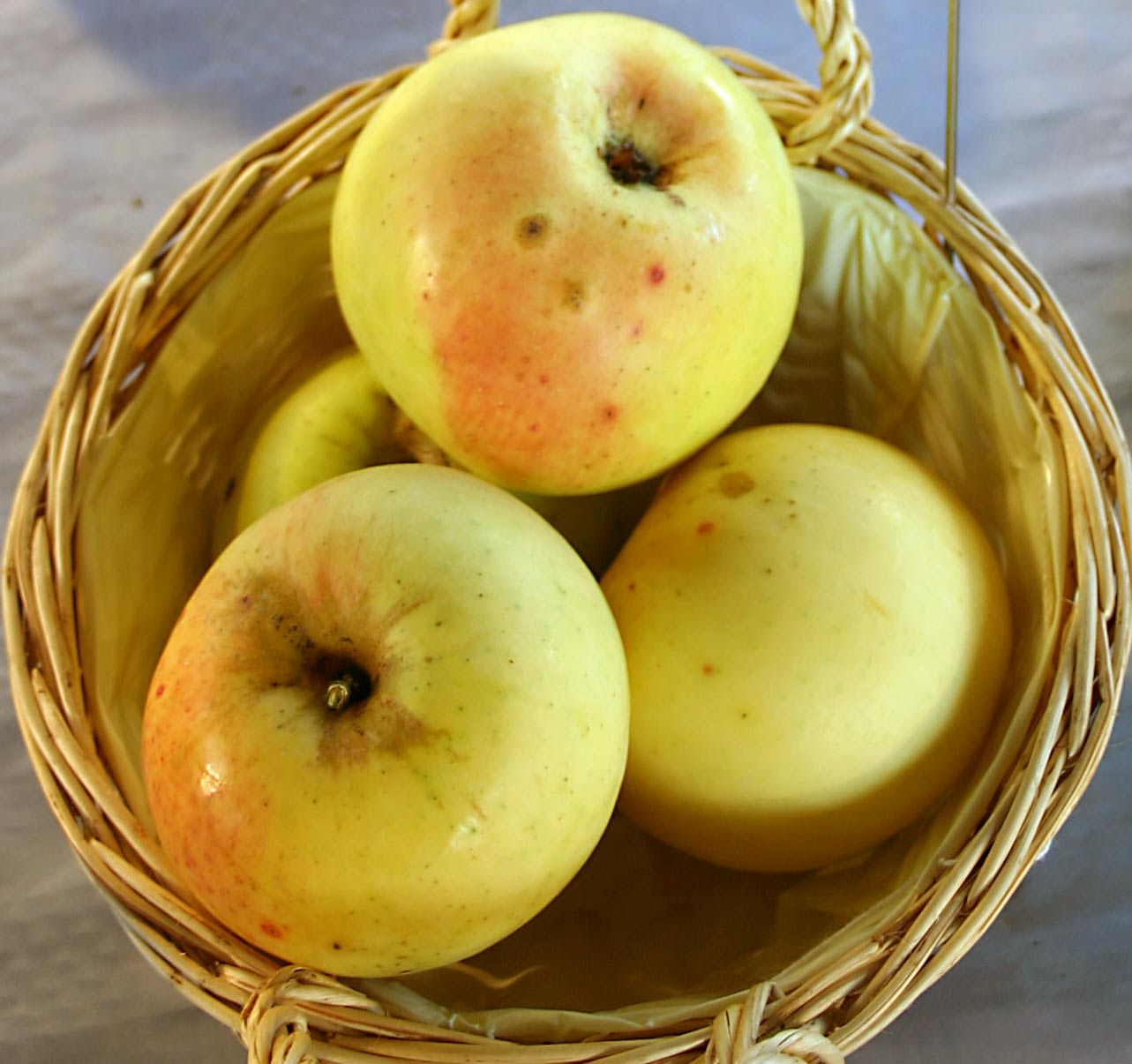
'Apfel von Croncels'

## Beginn des Apfelanbaus auf der Straßenmühle
Zu Beginn des 19. Jahrhunderts unter napoleonischem Einfluss wurde auf einer Wiese eine Apfelhochstamm-Anlage angelegt mit etlichen, damals modernen, aus Frankreich stammenden Apfelsorten. Diese Anlage hat der aus dem Deutsch-Französischen Krieg zurückgekehrte Müller 1871 erneuert. Dass er dabei rein deutsche Sorten verwendet hat, war für ihn erwähnenswert.

## Neubau im Ersten Weltkrieg
Während des Ersten Weltkrieges entschloss sich der letzte Müller, ein modernes Wohnhaus im argentinischen Stil zu bauen. Er hat es nur bis zum Rohbau geschafft und musste die Mühle mit allem Inventar und Wasserrecht 1918 verkaufen. In den folgenden sechs Jahren versuchten sich vier Erwerber mit unterschiedlichen Nutzungsideen, bis dann 1924 Otto Jakobus Wolff die Mühle erwarb und das Wohnhaus zu Ende baute. Im selben Jahr erneuerte er die von 1871 stammende Obstanlage, wobei wieder einige französische Sorten Einzug hielten, wie etwa der Apfel von Croncels, im Rhein-Main-Gebiet auch bekannt als Transparenter Dörnigheimer.

## Aktuelle Nutzung
Seit 1974 ist die Straßenmühle im Besitz seines Sohnes Burkard Wolff.  Dieser betreibt seit 1979 biologischen Obstbau auf der Straßenmühle.

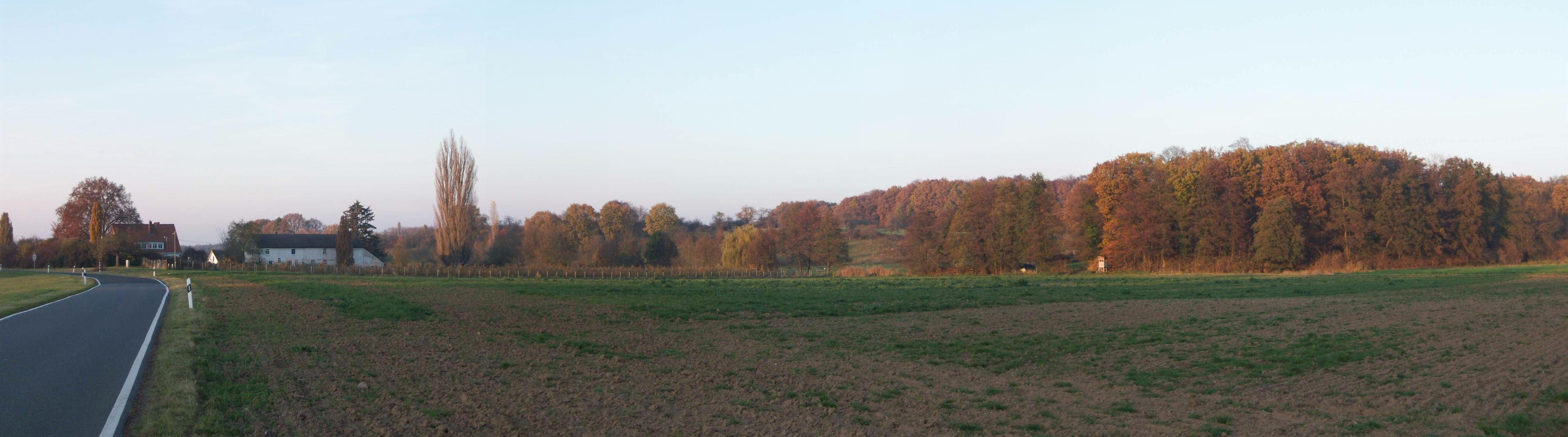
Blick entlang des Tales der Schlierbach Richtung Langstadt: links die Gebäude der Straßenmühle mit dem biologischen Obstanbau, mittig das LSG Wingertsberg von Langstadt und rechts die erhöhte Baumgruppe, beide mögliche Plätze der ehemaligen Burg Schlierbach